# أندرياس شاغر
أندرياس شاغر (بالسلوفاكية: Andreas Schager) هو مغني أوبرالي نمساوي، ولد في يوم 14 سبتمبر في سنة 1971 في روهرباخ أن دير جولسن ، النمسا ، غنى لأول مرة مجموعة من الأوبريت الألماني والنمساوي قبل أن يتطرق، في الأربعينيات من عمره، إلى ذخيرة "التينور البطولي".